# Gran Premio de Francia de Motociclismo de 1979
El Gran Premio de Francia de Motociclismo de 1979 fue la decimotercera y última prueba de la temporada 1979 del Campeonato Mundial de Motociclismo. El Gran Premio se disputó el 2 de septiembre de 1979 en el Circuito Bugatti de Le Mans.

## Resultados 500cc
En la categoría reina, el estadounidense Kenny Roberts se convirtió en el último Gran Premio de la temporada. Al de Suzuki le valió con ser tercero en una carrera que fue ganada por el británico Barry Sheene. Virginio Ferrari, quien todavía tenía aspiraciones para el título, tuvo un accidente grave. Al caerse, se rompió un omóplato y un codo, además de perforársele un pulmón.
| Pos.     | Piloto                | Moto       | Tiempo     | Pts. |
| -------- | --------------------- | ---------- | ---------- | ---- |
| 1        | Barry Sheene          | Suzuki     | 48' 06" 80 | 15   |
| 2        | Randy Mamola          | Suzuki     | +2" 40     | 12   |
| 3        | Kenny Roberts         | Yamaha     | +13" 89    | 10   |
| 4        | Franco Uncini         | Suzuki     | +19" 71    | 8    |
| 5        | Johnny Cecotto        | Yamaha     | +20" 02    | 6    |
| 6        | Philip Coulon         | Suzuki     | +20" 66    | 5    |
| 7        | Steve Paris           | Suzuki     | +56" 32    | 4    |
| 8        | Michael Rougerie      | Suzuki     | +1' 14" 07 | 3    |
| 9        | John Woodley          | Suzuki     | +1 Vuelta  | 2    |
| 10       | Peter Sjostrom        | Suzuki     | +1 Vuelta  | 1    |
| 11       | Seppo Rossi           | Suzuki     | +1 Vuelta  |      |
| 12       | Henk De Vries         | Suzuki     | +1 Vuelta  |      |
| 13       | Herve Guilleux        | BUT        | +1 Vuelta  |      |
| 14       | Gianni Rolando        | Suzuki     | +2 Vueltas |      |
| 15       | Roberto Pietri        | Suzuki     | +2 Vueltas |      |
| 16       | Gerhard Vogt          | Suzuki     | +2 Vueltas |      |
| 17       | Alain Rothlisberger   | Suzuki     | +3 Vueltas |      |
| 18       | Will Hartog           | Suzuki     | +7 Vueltas |      |
| 19       | William Zoet          | Suzuki     | +7 Vueltas |      |
| 20       | Michael Rastel        | Suzuki     | +8 Vueltas |      |
| Ret      | Gustav Reiner         | Suzuki     | Ret        |      |
| Ret      | Giovanni Pelletier    | Suzuki     | Ret        |      |
| Ret      | Josef Hage            | Suzuki     | Ret        |      |
| Ret      | Lennart Backstrom     | Suzuki     | Ret        |      |
| Ret      | Max Wiener            | Suzuki     | Ret        |      |
| Ret      | Carlo Perugini        | Suzuki     | Ret        |      |
| Ret      | Borge Nielsen         | Suzuki     | Ret        |      |
| Ret      | Virginio Ferrari      | Suzuki     | Ret        |      |
| Ret      | Dennis Ireland        | Suzuki     | Ret        |      |
| Ret      | Frank Cross           | Suzuki     | Ret        |      |
| Ret      | Boet Van Dulmen       | Suzuki     | Ret        |      |
| Ret      | Graziano Rossi        | Morbidelli | Ret        |      |
| Ret      | Sergio Pellandini     | Suzuki     | Ret        |      |
| Ret      | Marco Lucchinelli     | Suzuki     | Ret        |      |
| DNQ      | Mick Grant            | Honda      | DNQ        |      |
| DNQ      | Takazumi Katayama     | Honda      | DNQ        |      |
| DNQ      | Carlos De San Antonio | Suzuki     | DNQ        |      |
| DNQ      | Kenny Blake           | Yamaha     | DNQ        |      |
| DNQ      | Bo Granath            | Yamaha     | DNQ        |      |
| DNQ      | King Wong Kwong       | Suzuki     | DNQ        |      |
| Sources: |                       |            |            |      |

## Resultados 350cc
En 350 cc, con el título ya en el bolsillo del sudafricano Kork Ballington, la victoria fue para el francés Patrick Fernández, seguido del suizo Roland Freymond y del Walter Villa. Ballington llegó en quinta posición.
| Pos. | Piloto              | Moto          | Tiempo     | Pts. |
| ---- | ------------------- | ------------- | ---------- | ---- |
| 1    | Patrick Fernandez   | Yamaha        | 48' 12" 0  | 15   |
| 2    | Roland Freymond     | Yamaha        | +5" 1      | 12   |
| 3    | Walter Villa        | Yamaha        | +17" 0     | 10   |
| 4    | Hervé Guilleux      | BUT-Yamaha    | +21" 8     | 8    |
| 5    | Kork Ballington     | Kawasaki      | +46" 0     | 6    |
| 6    | Michel Rougerie     | Bimota-Yamaha | +1' 14" 8  | 5    |
| 7    | Paolo Pileri        | RTM           | +1' 30" 6  | 4    |
| 8    | Jeffrey Sayle       | Yamaha        | +1 Vuelta  | 3    |
| 9    | Joey Dunlop         | Yamaha        | +1 Vuelta  | 2    |
| 10   | Alan North          | Yamaha        | +1 Vuelta  | 1    |
| 11   | Olivier Chevallier  | Yamaha        | +1 Vuelta  |      |
| 12   | Tony Head           | Yamaha        | +1 Vuelta  |      |
| 13   | Jean-Marc Toffolo   | Armstrong     | +2 Vueltas |      |
| 14   | Sauro Pazzaglia     | Yamaha        | +3 Vueltas |      |
| 15   | Massimo Matteoni    | Yamaha        | +5 Vueltas |      |
| 16   | Patrick Pons        | Yamaha        | +7 Vueltas |      |
| Ret  | Sadao Asami         | Yamaha        | Ret        |      |
| Ret  | Jon Ekerold         | Yamaha        | Ret        |      |
| Ret  | Anton Mang          | Kawasaki      | Ret        |      |
| Ret  | Michel Frutschi     | Yamaha        | Ret        |      |
| Ret  | Jacques Bolle       | Yamaha        | Ret        |      |
| Ret  | Edi Stöllinger      | Kawasaki      | Ret        |      |
| Ret  | Éric Saúl           | Adriatica     | Ret        |      |
| Ret  | Bengt Elgh          | Yamaha        | Ret        |      |
| Ret  | Eero Hyvärinen      | Yamaha        | Ret        |      |
| Ret  | Pekka Nurmi         | Yamaha        | Ret        |      |
| Ret  | Chas Mortimer       | Yamaha        | Ret        |      |
| Ret  | Gregg Hansford      | Kawasaki      | Ret        |      |
| Ret  | Pentti Korhonen     | Yamaha        | Ret        |      |
| Ret  | Etienne Geeraerdt   | Yamaha        | Ret        |      |
| Ret  | Richard Hubin       | Yamaha        | Ret        |      |
| Ret  | Murray Sayle        | Yamaha        | Ret        |      |
| Ret  | Christian Estrosi   | Kawasaki      | Ret        |      |
| Ret  | Max Wiener          | Yamaha        | Ret        |      |
| Ret  | Graeme McGregor     | Yamaha        | Ret        |      |
| Ret  | Åke Grahn           | Yamaha        | Ret        |      |
| DNS  | Patrick de Radiguès | Yamaha        | DNS        |      |
| DNQ  | Arturo Venanzi      | Yamaha        | DNQ        |      |
| DNQ  | Alain Béraud        | Yamaha        | DNQ        |      |
| DNQ  | Pierre Tocco        | Yamaha        | DNQ        |      |
| DNQ  | Barry Woodland      | Yamaha        | DNQ        |      |
| DNQ  | Hubert Rigal        | Yamaha        | DNQ        |      |

## Resultados 250cc
En el cuarto de litro, el piloto sudafricano Kork Ballington se alzó con la victoria a pesar de tener asegurado el título mundial. Su compañero de escudería y máxima rival para el título Gregg Hansford, también tuvo que conformarse con el segundo puesto en esta vez.
| Pos. | Piloto               | Moto       | Tiempo     | Pts. |
| ---- | -------------------- | ---------- | ---------- | ---- |
| 1    | Kork Ballington      | Kawasaki   | 41' 52" 60 | 15   |
| 2    | Gregg Hansford       | Kawasaki   | +26" 57    | 12   |
| 3    | Patrick Fernandez    | Yamaha     | +40" 14    | 10   |
| 4    | Randy Mamola         | Yamaha     | +52" 22    | 8    |
| 5    | Anton Mang           | Kawasaki   | +52" 86    | 6    |
| 6    | Jean-François Baldé  | Kawasaki   | +55" 21    | 5    |
| 7    | Éric Saul            | Adriatica  | +55" 54    | 4    |
| 8    | Olivier Chevallier   | Yamaha     | +1' 12" 86 | 3    |
| 9    | Richard Hubin        | Yamaha     | +1' 23" 90 | 2    |
| 10   | Roland Freymond      | Yamaha     | +1' 24" 18 | 1    |
| 11   | Raymond Roche        | Yamaha     | +1' 31" 96 |      |
| 12   | Jean Lafond          | Yamaha     | +1' 47" 00 |      |
| 13   | Sauro Pazzaglia      | Yamaha     | +1 Vuelta  |      |
| 14   | Edi Stöllinger       | Kawasaki   | +1 Vuelta  |      |
| 15   | Alan North           | Yamaha     | +1 Vuelta  |      |
| 16   | Jean-Jacques Peyre   | Yamaha     | +1 Vuelta  |      |
| 17   | Lennart Bäckström    | Yamaha     | +1 Vuelta  |      |
| 18   | Christian Berthod    | Yamaha     | +1 Vuelta  |      |
| 19   | Barry Woodland       | Yamaha     | +1 Vuelta  |      |
| 20   | Murray Sayle         | Yamaha     | +3 Vueltas |      |
| 21   | Walter Villa         | Yamaha     | +6 Vueltas |      |
| Ret  | Sadao Asami          | Yamaha     | Ret        |      |
| Ret  | Jon Ekerold          | Yamaha     | Ret        |      |
| Ret  | Guy Bertin           | Yamaha     | Ret        |      |
| Ret  | Christian Estrosi    | Kawasaki   | Ret        |      |
| Ret  | Hans Müller          | Yamaha     | Ret        |      |
| Ret  | Chas Mortimer        | Yamaha     | Ret        |      |
| Ret  | Philippe Barbera     | Yamaha     | Ret        |      |
| Ret  | Jacques Bolle        | Yamaha     | Ret        |      |
| Ret  | Eilert Lundstedt     | Yamaha     | Ret        |      |
| Ret  | René Delaby          | Yamaha     | Ret        |      |
| Ret  | Eero Hyvärinen       | Yamaha     | Ret        |      |
| Ret  | Graziano Rossi       | Morbidelli | Ret        |      |
| Ret  | Graeme McGregor      | Yamaha     | Ret        |      |
| Ret  | Tony Head            | Yamaha     | Ret        |      |
| DNS  | Paolo Pileri         | Yamaha     | DNS        |      |
| DNQ  | Philippe Roussel     | Yamaha     | DNQ        |      |
| DNQ  | Jeffrey Sayle        | Yamaha     | DNQ        |      |
| DNQ  | Pierre-Etienne Samin | Yamaha     | DNQ        |      |
| DNQ  | Bengt Elgh           | Yamaha     | DNQ        |      |
| DNQ  | Åke Grahn            | Yamaha     | DNQ        |      |
| DNQ  | Josef Hage           | Yamaha     | DNQ        |      |
| DNQ  | Clive Horton         | Yamaha     | DNQ        |      |
| DNQ  | Pentti Korhonen      | Yamaha     | DNQ        |      |

## Resultados 125cc
En 125, el español Ángel Nieto ya tiene el título mundial en el bolsillo pero aun así, luchó por la victoria en este último Gran Premio. El de Minarelli cayó cuando mantenía una bonita lucha con el francés Guy Bertin, que es quien se llevó el triunfo. El también español Ricardo Tormo y el italiano Pier Paolo Bianchi fueron segundo y tercero respectivamente.
| Pos. | Piloto                 | Moto          | Tiempo    | Pts. |
| ---- | ---------------------- | ------------- | --------- | ---- |
| 1    | Guy Bertin             | Motobécane    | 40' 59" 4 | 15   |
| 2    | Ricardo Tormo          | Bultaco       | +14" 9    | 12   |
| 3    | Pier Paolo Bianchi     | Minarelli     | +15" 4    | 10   |
| 4    | Bruno Kneubühler       | MBA           | +19" 0    | 8    |
| 5    | Thierry Noblesse       | Morbidelli    | +27" 5    | 6    |
| 6    | Hans Müller            | MBA Elit      | +32" 4    | 5    |
| 7    | Jean-Louis Guignabodet | Morbidelli MG | +39" 3    | 4    |
| 8    | Maurizio Massimiani    | MBA           | +39" 5    | 3    |
| 9    | August Auinger         | Morbidelli    | +40" 9    | 2    |
| 10   | Stefan Dörflinger      | Morbidelli    | +1' 10" 1 | 1    |
| 11   | Clive Horton           | Morbidelli    | +1' 16" 5 |      |
| 12   | Marc-Anton Constantin  | Morbidelli    | +1' 23" 0 |      |
| 13   | Paul Bordes            | Morbidelli    | +1 Vuelta |      |
| 14   | Pierluigi Aldrovandi   | MBA           | +1 Vuelta |      |
| 15   | Ángel Nieto            | Minarelli     | +1 Vuelta |      |
| 16   | Jean-Claude Selini     | MBA           | +1 Vuelta |      |
| 17   | Marcelino García       | Morbidelli    | +1 Vuelta |      |
| 18   | Alain Isabelli         | MBA           | +1 Vuelta |      |
| Ret  | Peter Looijesteijn     | MBA           | Ret       |      |
| Ret  | François Granon        | Morbidelli    | Ret       |      |
| Ret  | Gianpaolo Marchetti    | MBA           | Ret       |      |
| Ret  | René Rénier            | Morbidelli    | Ret       |      |
| Ret  | Michel Galbit          | Morbidelli    | Ret       |      |
| Ret  | Matti Kinnunen         | MBA           | Ret       |      |
| Ret  | Eugenio Lazzarini      | Morbidelli    | Ret       |      |
| Ret  | Per-Edvard Carlsson    | MBA           | Ret       |      |
| Ret  | Henk van Kessel        | AGV-Condor    | Ret       |      |
| Ret  | Harald Bartol          | Morbidelli    | Ret       |      |
| Ret  | Gert Bender            | Bender        | Ret       |      |
| Ret  | Patrick Hérouard       | Morbidelli    | Ret       |      |
| Ret  | Johnny Wickström       | Morbidelli    | Ret       |      |
| Ret  | Patrick Plisson        | Morbidelli    | Ret       |      |
| Ret  | Rolf Blatter           | Morbidelli    | Ret       |      |
| Ret  | Theo Timmer            | MBA           | Ret       |      |
| Ret  | Walter Koschine        | Fantic        | Ret       |      |
| DNQ  | Stefan Jansen          | Morbidelli    | DNQ       |      |
| DNQ  | Jan Huberts            | MBA           | DNQ       |      |
| DNQ  | Daniel Meyer           | Morbidelli    | DNQ       |      |
| DNQ  | Yves Dupont            | Morbidelli    | DNQ       |      |
| DNQ  | Claude Gorry           | Morbidelli    | DNQ       |      |
| DNQ  | Reiner Koster          | MBA           | DNQ       |      |
| DNQ  | Chris Baert            | Morbidelli    | DNQ       |      |

## Resultados 50cc
En la cilindrada más pequeña,  el itaano Eugenio Lazzarini no tuvo problemas y entró con l0 segundos de diferencia con respecto a Stefan Dörflinger, mientras que este hacía lo mismo con respecto a Rolf Blatter.
| Pos. | Piloto                | Moto         | Tiempo     | Pts. |
| ---- | --------------------- | ------------ | ---------- | ---- |
| 1    | Eugenio Lazzarini     | Kreidler     | 32' 40" 8  | 15   |
| 2    | Stefan Dörflinger     | Kreidler     | +9' 8      | 12   |
| 3    | Rolf Blatter          | Kreidler     | +20" 2     | 10   |
| 4    | Henk van Kessel       | Sparta       | +24" 3     | 8    |
| 5    | Reiner Scheidhauer    | Kreidler     | +1' 06" 0  | 6    |
| 6    | Jacky Hutteau         | ABF          | +1' 07" 0  | 5    |
| 7    | Ezio Saffiotti        | Paolucci     | +1' 13" 0  | 4    |
| 8    | Patrick Plisson       | ABF          | +1' 21" 8  | 3    |
| 9    | Wolfgang Müller       | Kreidler     | +1' 23" 2  | 2    |
| 10   | Hagen Klein           | Hess Spezial | +1' 23" 5  | 1    |
| 11   | Walter Rapolani       | Kreidler     | +1' 27" 5  |      |
| 12   | Pascal Kambourian     | Kreidler     | +1' 28" 7  |      |
| 13   | Günter Schirnhofer    | Kreidler     | +1' 32" 5  |      |
| 14   | Theo Timmer           | Bultaco      | +1' 38" 1  |      |
| 15   | Gerhard Waibel        | Kreidler     | +1' 57" 4  |      |
| 16   | Yves Le Toumelin      | Kreidler     | +1' 57" 5  |      |
| 17   | Jean Marc Torro       | Morbidelli   | +1' 58" 9  |      |
| 18   | Joaquín Galí          | Bultaco      | +1 Vuelta  |      |
| 19   | Bruno di Carlo        | MDC          | +1 Vuelta  |      |
| 20   | Otto Machinek         | Kreidler     | +1 Vuelta  |      |
| 21   | Chris Baert           | Kreidler     | +1 Vuelta  |      |
| 22   | Gerhard Bauer         | Kreidler     | +1 Vuelta  |      |
| 23   | Henrique Sande        | Bultaco      | +1 Vuelta  |      |
| 24   | Alain Hannecart       | Kreidler     | +1 Vuelta  |      |
| 25   | Hans-Jürgen Hummel    | Kreidler     | +2 Vueltas |      |
| 26   | Claudio Granata       | UFO-MBA      | +2 Vueltas |      |
| Ret  | Peter Looijesteijn    | Kreidler     | Ret        |      |
| Ret  | Raymond Duriez        | Kreidler     | Ret        |      |
| Ret  | Ricardo Tormo         | Bultaco      | Ret        |      |
| Ret  | Claudio Lusuardi      | Bultaco      | Ret        |      |
| Ret  | Aldo Pero             | Kreidler     | Ret        |      |
| Ret  | Rudolf Kunz           | Kreidler     | Ret        |      |
| Ret  | Daniel Corvi          | Kreidler     | Ret        |      |
| Ret  | Gerhard Singer        | Kreidler     | Ret        |      |
| Ret  | Paolo Priori          | Derbi        | Ret        |      |
| Ret  | Ramón Galí            | Bultaco      | Ret        |      |
| DNQ  | Stefan Danielsson     | Kreidler     | DNQ        |      |
| DNQ  | Klaus Kull            | Kreidler     | DNQ        |      |
| DNQ  | Gilbert Blanckaert    | Yamaha       | DNQ        |      |
| DNQ  | Michel de Poligny     | Kreidler     | DNQ        |      |
| DNQ  | Henri Laporte         | Kreidler     | DNQ        |      |
| DNQ  | Jean-François Verdier | Kreidler     | DNQ        |      |
| DNQ  | Ove Skifjeld          | Kreidler     | DNQ        |      |
| DNQ  | Mika Sakari Komu      | Kreidler     | DNQ        |      |